# Dimitri Romanovitch de Russie
Pour les articles homonymes, voir Romanovitch.
 (janvier 2017).
Si vous disposez d'ouvrages ou d'articles de référence ou si vous connaissez des sites web de qualité traitant du thème abordé ici, merci de compléter l'article en donnant les références utiles à sa vérifiabilité et en les liant à la section « Notes et références ».
Succession
Prétendant au trône de Russie
15 septembre 2014 – 31 décembre 2016
(2 ans, 3 mois et 16 jours)
Dimitri Romanovitch de Russie, né le 17 mai 1926 à Antibes et mort le 31 décembre 2016, à Copenhague, est un prince de Russie, appartenant à la Maison de Holstein-Gottorp-Romanov, chef de la maison Romanov du 15 septembre 2014 au 31 décembre 2016.

## Famille
Il est le fils cadet du grand-duc Roman Petrovitch de Russie et de la princesse Prascovia Dimitrievna Cheremetievna.

### Mariages
Le 21 janvier 1959, à Copenhague, Dimitri Romanovitch de Russie épouse Johanna von Kauffmann (1936-1989). Veuf, le prince épouse le 28 juillet 1993 à Kostroma (ville où fut couronné Michel Ier de Russie, premier tsar de la famille Romanov) Dorrit Reventlow, née en 1942, cette union est la première célébrée en Russie depuis la chute de la monarchie en 1917.

## Biographie
Le prince Dimitri passe les dix premières années de sa vie en France. En 1936, il s'installe avec sa famille en Italie. Peu de temps avant la libération de Rome par les Alliés, les Allemands décrètent l'arrestation de tous les proches du roi d'Italie, le prince Dimitri et sa famille se réfugient dans la clandestinité. Après le référendum du 2 juin 1946 et l'instauration de la République italienne, la famille du prince Dmitri s'établit en Égypte. Comme mécanicien, il est employé à l'usine automobile Ford Motor Company à Alexandrie. Après le renversement du roi Farouk, le 26 juillet 1952, le début des persécutions contre les Européens et leur départ d'Égypte, il revient en Italie, où il travaille comme secrétaire général d'une compagnie maritime. 
En 1960, Dimitri Romanovitch s'installe au Danemark où il est employé dans plusieurs banques dont la Danske Bank, dans laquelle il occupe une fonction de cadre jusqu'à sa retraite en 1993. Il réside dans ce pays jusqu'à sa mort.

### Associations caritatives
Impliqué dans un certain nombre d'associations caritatives, il est nommé en 1993, président de la fondation Fonds de bienfaisance des Romanov, qui vient en aide aux enfants russes. En 2006, le prince crée le Fonds de charité prince Dimitri Romanov, dont il est également président.
Dimitri Romanovitch de Russie a écrit un livre intitulé Les Aventures de Mitki, dont la vente a été destinée au secours et à l'assistance des enfants russes défavorisés.

### Transfert des restes deNicolasIIet de sa famille
Le 14 juillet 1998, Dimitri Romanovitch arrive à Iekaterinbourg afin de représenter la famille Romanov au cours des trois jours précédant les funérailles de Nicolas II, de son épouse, Alexandra de Hesse-Darmstadt, de ses trois filles, Olga, Tatiana et Anastasia, du docteur Ievgueni Botkine et des trois serviteurs restés fidèles au tsar et sa famille, le cuisinier Ivan Kharitonov, le valet de chambre Alexeï Trupp et la femme de chambre Anna Demidova.
Le 15 juillet, il s'incline devant la croix marquant le lieu où quatre-vingts ans plus tôt toutes ces personnes ont été assassinées par des Bolcheviks. Plus tard dans la journée, le prince se rend sur la route Koptyaki où le 17 juillet 1918, les corps des victimes avaient été jetés dans une fosse commune. Enfin, à l'institut médico-légal d'Iekaterinbourg où depuis sept années les restes de la famille impériale, du docteur Botkine et des trois fidèles serviteurs sont conservés, le prince assiste à la mise en bière des victimes du massacre. Avant la mise des scellés et la fermeture des cercueils, Dimitri Romanovitch est ainsi le dernier membre de la famille impériale à avoir vu le dernier tsar de Russie et sa famille.
Le 16 juillet, il est présent lors du transfert des neuf cercueils de l'institut médico-légal vers la cathédrale de l'Ascension du Christ de Iekaterinbourg. La cérémonie terminée, un cortège funèbre prend le chemin de l'aéroport où les neuf cercueils sont transférés dans un avion-cargo. Le prince les accompagne jusqu'à Saint-Pétersbourg, ancienne capitale de la Russie impériale, où il retrouve son épouse et son frère aîné, le prince Nicolas Romanovitch. 

### Transfert de la dépouille de l’impératrice Maria Fiodorovna
En 2006, Dimitri Romanovitch prend des dispositions concernant le transfert en Russie de la dépouille de l'impératrice Maria Feodorovna qui est inhumée le 28 septembre dans la cathédrale Pierre-et-Paul à Saint-Pétersbourg, cent quarante ans après son arrivée en Russie, soixante dix-huit ans après sa mort, et repose aux côtés de son époux Alexandre III.

### Prétendant au trône de Russie
Le prince Dimitri est membre de l'Association de la famille Romanov depuis sa création en 1979. À la mort de son frère aîné Nicolas le 15 septembre 2014, il est reconnu par ses partisans comme le nouveau chef de la Maison impériale de Russie. Tout comme son frère avant lui, il ne reconnaît pas la grande-duchesse Maria Vladimirovna de Russie comme chef de la famille.

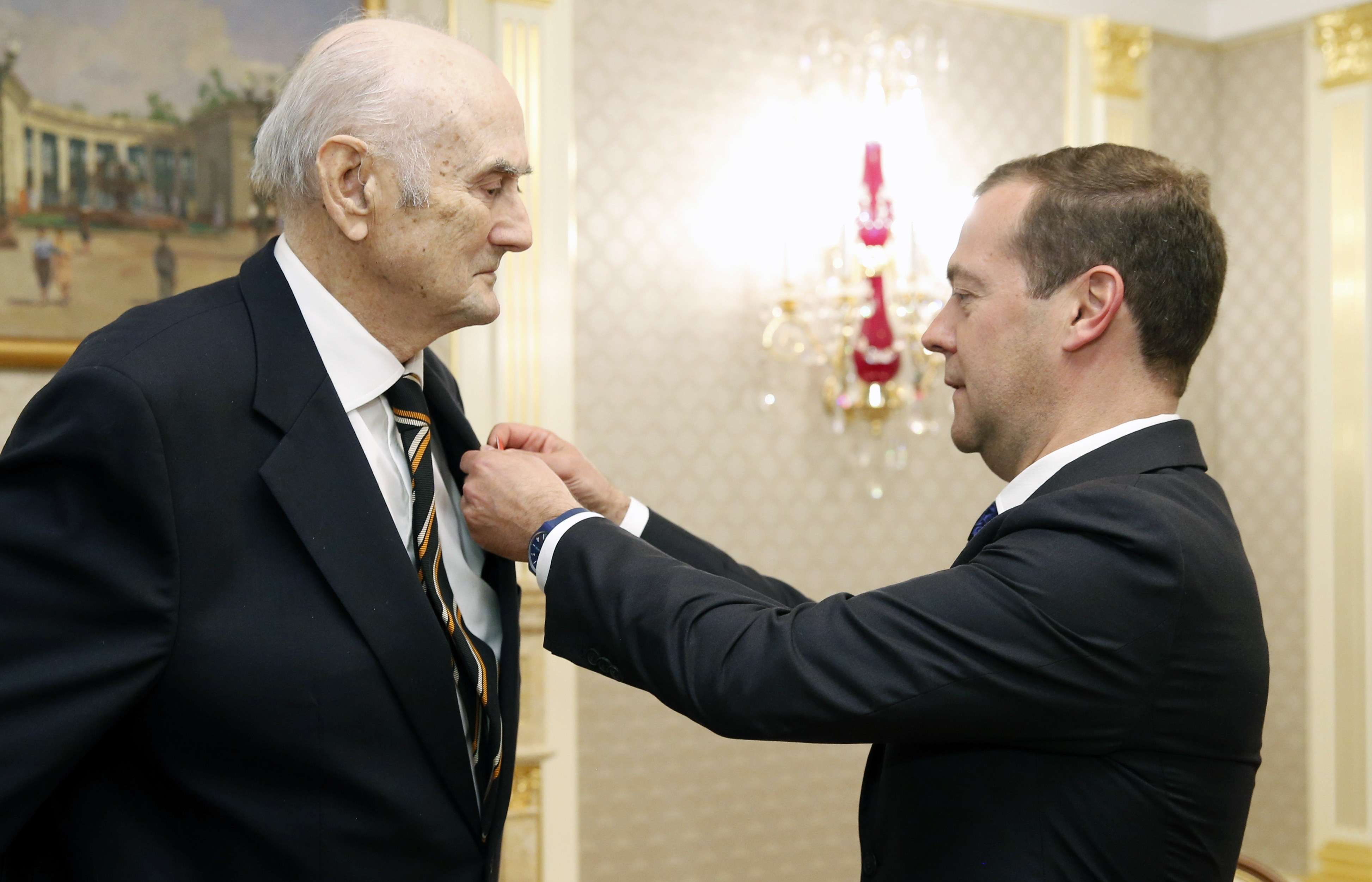
Dimitri Romanovitch de Russie et le président de la fédération de Russie Dmitri Medvedev

## Généalogie
Dimitri Romanovitch de Russie appartient à la troisième branche issue de la première lignée de la Maison d'Oldenbourg-Russie (Maison de Holstein-Gottorp-Romanov, elle-même issue de la première branche de la Maison de Holstein-Gottorp. Ces trois branches sont toutes trois issues de la première branche de la Maison d'Oldenbourg. Le prince a pour ascendant direct Nicolas Ier de Russie.